# خورشیدگرفتگی ۲ دسامبر ۱۹۵۶
خورشیدگرفتگی ۲ دسامبر ۱۹۵۶ (به انگلیسی: Solar eclipse of December 2, 1956) یک خورشیدگرفتگی از نوع خورشیدگرفتگی جزئی است. این خورشیدگرفتگی در تاریخ ۲ دسامبر ۱۹۵۶ میلادی (‎۱۱ آذر ۱۳۳۵ خورشیدی) روی داد که زمان اوج آن، ساعت ۸:۰۰:۳۵ به‌وقت ساعت هماهنگ جهانی بوده‌است.